# Sonia Barrio
Sonia Barrio Gutiérrez, född den 13 december 1969 i Madrid, Spanien, är en spansk landhockeyspelare.
Hon tog OS-guld i damernas landhockeyturnering i samband med de olympiska landhockeytävlingarna 1992 i Barcelona.
Barrio och José Luis Ballester är föräldrar till Josele Ballester.